# Newmanoperla prona
Newmanoperla prona är en bäcksländeart som beskrevs av Hynes 1982. Newmanoperla prona ingår i släktet Newmanoperla och familjen Gripopterygidae. Inga underarter finns listade i Catalogue of Life.